# Isola di Fondra
Isola di Fondra – miejscowość i gmina we Włoszech, w regionie Lombardia, w prowincji Bergamo.
Według danych na styczeń 2009 gminę zamieszkiwało 189 osób przy gęstości zaludnienia 14,3 os./1 km².